# Andinaugochlora centralpina
Andinaugochlora centralpina är en biart som beskrevs av Engel och Smith-pardo 2004. Andinaugochlora centralpina ingår i släktet Andinaugochlora och familjen vägbin. Inga underarter finns listade i Catalogue of Life.